# Falmouth (Kentucky)
Falmouth is een plaats (city) in de Amerikaanse staat Kentucky, en valt bestuurlijk gezien onder Pendleton County.

## Demografie
Bij de volkstelling in 2000 werd het aantal inwoners vastgesteld op 2058.
In 2006 is het aantal inwoners door het United States Census Bureau geschat op 2123, een stijging van 65 (3,2%).

## Geografie
Volgens het United States Census Bureau beslaat de plaats een oppervlakte van
3,3 km², geheel bestaande uit land. Falmouth ligt op ongeveer 177 m boven zeeniveau.

## Plaatsen in de nabije omgeving
De onderstaande figuur toont nabijgelegen plaatsen in een straal van 24 km rond Falmouth.

## Geboren
- Phillip Allen Sharp (1944), geneticus, moleculair bioloog en Nobelprijswinnaar (1993)